# Kaple svaté Ludmily (Městec)
Kaple svaté Ludmily je římskokatolická kaple v Městci, části obce Nahořany. Patří do farnosti Česká Skalice. Vlastníkem kaple je obec Nahořany.

## Historie
Podnět ke sbírkám na výstavbu kapličky byl dán v roce 1870. V roce 1871 byla kaple s obrazem Nejsvětější Trojice vysvěcena.

## Okolí kaple
Západně od kaple (při pohledu zpředu vpravo) se nachází krucifix.